# Racopilum crassicuspidatum
Racopilum crassicuspidatum är en bladmossart som beskrevs av Thériot och Corbière 1912. Racopilum crassicuspidatum ingår i släktet Racopilum och familjen Racopilaceae. Inga underarter finns listade i Catalogue of Life.